# العلاقات الفلبينية السريلانكية
العلاقات الفلبينية السريلانكية هي العلاقات الثنائية التي تجمع بين الفلبين وسريلانكا.

## مقارنة بين البلدين
هذه مقارنة عامة ومرجعية للدولتين:
| وجه المقارنة                                              | الفلبين                       | سريلانكا                         |
| --------------------------------------------------------- | ----------------------------- | -------------------------------- |
| المساحة (كم2)                                             | 343.45 ألف                    | 65.61 ألف                        |
| عدد السكان (نسمة)                                         | 104.92 مليون                  | 21.44 مليون                      |
| الكثافة السكانية (ن./كم²)                                 | 305.49                        | 326.78                           |
| العاصمة                                                   | مانيلا                        | سري جاياواردنابورا كوتي، كولمبو  |
| اللغة الرسمية                                             | اللغة الفلبينية، لغة إنجليزية | اللغة السنهالية، اللغة التاميلية |
| العملة                                                    | بيسو فلبيني                   | روبية سريلانكي                   |
| الناتج المحلي الإجمالي (بليون دولار)                      | 313.60 مليار                  | 87.17 مليار                      |
| الناتج المحلي الإجمالي (تعادل القوة الشرائية) بليون دولار | 743.90 مليار                  | 246.62 مليار                     |
| الناتج المحلي الإجمالي الاسمي للفرد دولار أمريكي          | 2.90 ألف                      | 3.93 ألف                         |
| الناتج المحلي الإجمالي للفرد دولار أمريكي                 | 7.39 ألف                      | 11.11 ألف                        |
| مؤشر التنمية البشرية                                      | 0.668                         | 0.757                            |
| رمز المكالمات الدولي                                      | +63                           | +94                              |
| رمز الإنترنت                                              | .ph                           | .lk،                             |
| المنطقة الزمنية                                           | توقيت الفلبين                 | ت ع م+05:30                      |

## منظمات دولية مشتركة
يشترك البلدان في عضوية مجموعة من المنظمات الدولية، منها:
| علم المنظمة | اسم المنظمة                               | تاريخ انضمام الفلبين | تاريخ انضمام سريلانكا |
| ----------- | ----------------------------------------- | -------------------- | --------------------- |
|             | بنك التنمية الآسيوي                       | 1966                 | 1966                  |
|             | مؤسسة التنمية الدولية                     | 28 أكتوبر 1960       | 27 يونيو 1961         |
|             | يونسكو                                    | 21 نوفمبر 1946       | 14 نوفمبر 1949        |
|             | وكالة ضمان الاستثمار متعدد الأطراف        | 8 فبراير 1994        | 27 مايو 1988          |
|             | الأمم المتحدة                             | 24 أكتوبر 1945       | 14 ديسمبر 1955        |
|             | الاتحاد البريدي العالمي                   | ?                    | ?                     |
|             | البنك الدولي للإنشاء والتعمير             | 27 ديسمبر 1945       | 29 أغسطس 1950         |
|             | منتدى آسيان الإقليمي ‏                     | ?                    | ?                     |
|             | المنظمة الهيدروغرافية الدولية             | ?                    | ?                     |
|             | الاتحاد الدولي للاتصالات                  | 25 مايو 1912         | 1897                  |
|             | منظمة حظر الأسلحة الكيميائية              | ?                    | ?                     |
|             | مؤسسة التمويل الدولية                     | 12 أغسطس 1957        | 20 يوليو 1956         |
|             | المركز الدولي لتسوية المنازعات الاستشارية | 17 ديسمبر 1978       | 11 نوفمبر 1967        |
|             | منظمة التجارة العالمية                    | 1995                 | ?                     |
|             | منظمة الشرطة الجنائية الدولية             | ?                    | ?                     |

## وصلات خارجية
- موقع وزارة الخارجية الفلبينية
- موقع وزارة الخارجية السريلانكية